# Rosa Egipcíaca
Rosa Egipcíaca (Costa de Ajudá, 1719 – Lisboa, 12 de outubro de 1771), também conhecida como Rosa Maria Egipcíaca da Vera Cruz, Rosa Courana, Xirico (nome de origem na nação Coura recebendo ou criando um novo nome no Brasil). O nome Egipcíaca foi dado em referência à Santa Maria Egipcíaca, ex-prostituta, assim como Rosa Maria. Foi uma mística, meretriz, filantropa e escritora, autora de Sagrada Teologia do Amor Divino das Almas Peregrinas, o mais antigo livro escrito por uma mulher negra na história do Brasil. As experiências espirituais de sua vida levaram Rosa Egípcia a ter devotos, inclusive do clero, motivo que a levou a ser perseguida pela Inquisição.
A vida dela inspirou a produção dos livros Rosa Egipcíaca: uma santa africana no Brasil, uma biografia de 750 páginas escrita por Luiz Mott, e Rosa Maria Egipcíaca da Vera Cruz: a incrível trajetória de uma princesa negra entre a prostituição e a santidade, um romance ficcional escrito por Heloisa Maranhão. A biografia também foi citada e inspirou a produção de diversos trabalhos acadêmicos  UFBA, UERJ, UNISC e PUCRS e uma homenagem pela escola de samba Unidos do Viradouro.

## Vida
Rosa nasceu na Costa de Ajudá, no atual Benim, de nação courana. Em 1725, aos seis anos de idade, após ser capturada pelo tráfico negreiro, desembarcou em São Sebastião do Rio de Janeiro, onde permaneceu até 1733.
Dizem os manuscritos da Torre do Tombo que o senhor de Rosa, “após desonestá-la e tratar torpemente com ela”, vendeu-a para as Minas Gerais quando tinha 14 anos. Na Capitania das Minas, Rosa foi comprada pela mãe de José de Santa Rita Durão, literato do período colonial. Segundo mais tarde confessou, perante o Comissário do Santo Ofício do Rio de Janeiro, que passou 15 anos “a se desonestar vivendo como meretriz.”
Durante o período em Minas, aos 30 anos, foi acometida por um estranho inchaço e por uma enfermidade no estômago, período coincidente com o de visões místicas, o que a levaria a deixar o meretrício e a se tornar "beata". Em 1748, vendeu joias e roupas conseguidas durante o meretrício, distribuindo tudo aos pobres.
Nesse período, passou a frequentar os ofícios divinos e liturgias. Em um deles, conheceu o padre Francisco Gonçalves Lopes, vigário da freguesia de São Caetano, famoso pelo uso de exorcismos, quando disse estar possuída por sete demônios e ter sentido um caldeirão de água fervente despejado sobre seu corpo. No primeiro exorcismo de Rosa Egipcíaca, ela caiu no chão desacordada, "partindo a cabeça na pedra debaixo do altar de São Benedito".
Em outro momento, o casal Durão disse que Rosa "era uma possessa especial, pois, quando vexada, fazia sermões edificantes, sempre preocupada que todos mantivessem perfeita compostura nos templos" e que falava grosso quando possuída por Satanás, além de ter visões como a de Nossa Senhora da Conceição. As visões de Rosa levam sua fama a ser conhecida em Mariana, Vila Rica e São João del-Rei.
Certa vez, na Igreja de Nossa Senhora do Pilar, em São João del-Rei, Rosa Courana interrompeu a pregação de um missionário ao gritar que ela era o próprio Satanás ali presente.
Levada à sede do bispado, em Mariana, foi avaliada pela Igreja que a considerou "embusteira" (impostora, criadora de casos), sendo, pois, açoitada, em 1749, no pelourinho de Mariana. Conseguiu sobreviver aos castigos, mas ficou com o lado direito do corpo semiparalisado pelo resto da vida.

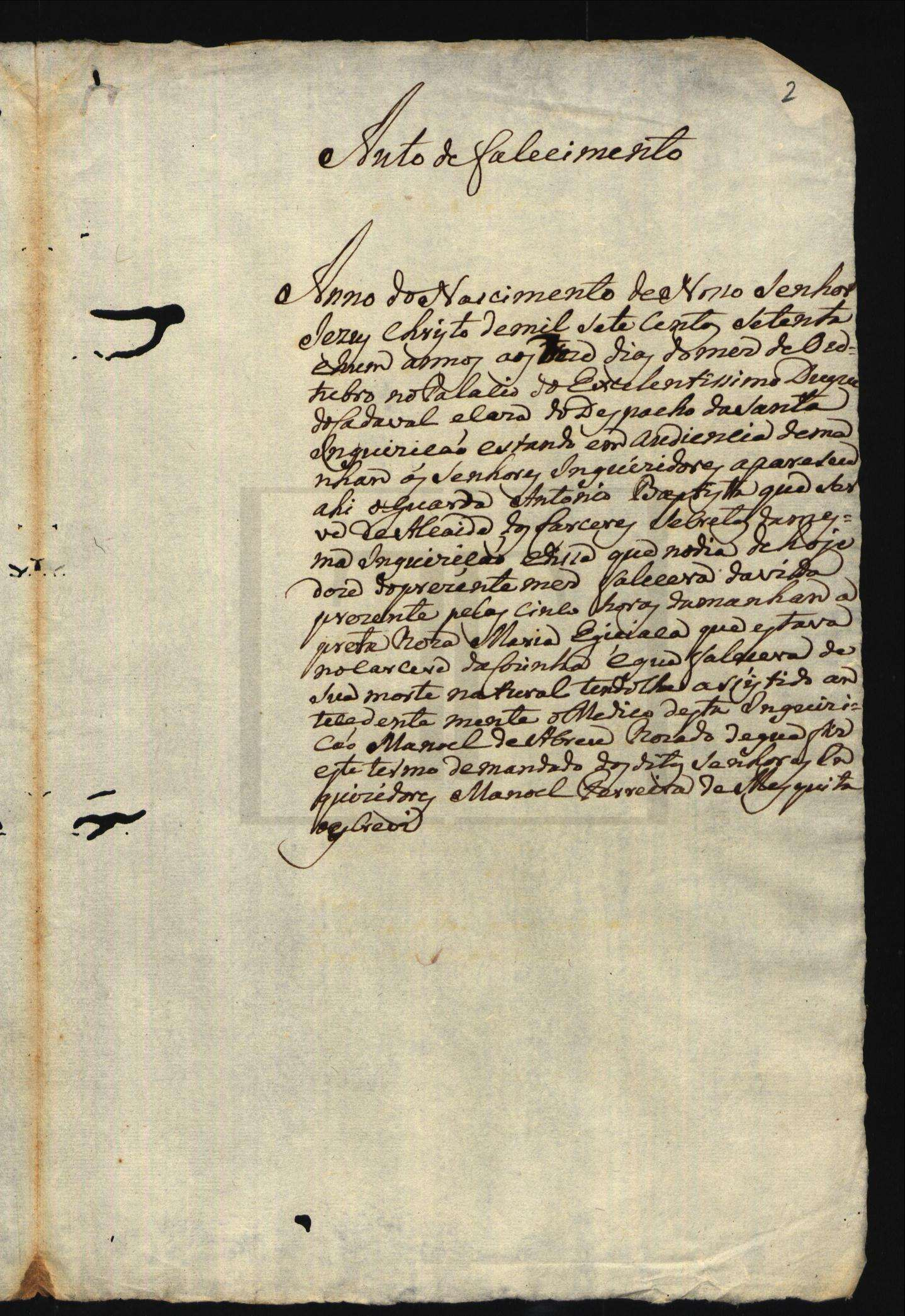
Auto de falecimento de Rosa Egipcíaca, em 13 de setembro de 1771.

Em seguida, procurou o bispo da Diocese, D. Frei Manoel da Cruz, quando, após uma série de provas (uma delas envolvendo a resistência de 5 minutos à chama de uma vela), o grupo conclui que tudo não passava de fingimento, o que levou o povo a chamá-la de feiticeira.
Em São Sebastião do Rio de Janeiro, para onde fugiu em 1751 e permaneceu até 1763, aprendeu a ler e escrever motivada por inspiração espiritual.

## Obra
Nesse período, ela revelou detalhes de sua vida e dons sobrenaturais ao Provincial dos Franciscanos, Frei Agostinho de São José, que passou a ser seu mentor espiritual, período também que leva os franciscanos a admirá-la pelos jejuns prolongados, autoflagelação, uso de cilício e comunhão frequente. Essas características levaram os franciscanos a chamá-la de "flor do Rio de Janeiro".
Foi fundadora em 1751, em São Sebastião do Rio de Janeiro, do Recolhimento do Parto, um local destinado a receber ex-prostitutas e de cultos que serviam biscoito de farinha feito com a saliva de Rosa. No mesmo local, ela recebeu dezenas de famílias após convencê-las de que um dilúvio só pouparia quem lá se escondesse.
Madre Rosa foi adorada por fiéis que a procuravam de joelhos, beijando-lhe os pés e venerando suas relíquias. Os cerimoniais celebrados pela santa africana misturavam elementos católicos com ritos africanos, como o hábito de pitar cachimbo.
Escreveu Sagrada Teologia do Amor Divino das Almas Peregrinas, um livro de cerca de 250 páginas posteriormente qualificado como heresia e parcialmente destruído pelo confessor, ex-exorcista e coproprietário, o padre Francisco Gonçalves Lopes, conhecido como Xota-Diabos, a fim de preservá-la da Inquisição.
Ao se indispor com o clero que conversava durante cerimônias e com uma mulher na igreja de Santo Antônio, foi denunciada ao bispo, processo que reuniria outros desatinos de Rosa, como os de "dizer-se mãe de Deus, redentora do universo, superior a Santa Teresa, objeto de verdadeira e herética idolatria em seu recolhimento, além de capitanear rituais sincréticos igualmente suspeitos".
Em certo momento, chegou a dizer que o Menino Jesus diariamente ia penteá-la sua dura carapinha e, em agradecimento, dava-lhe de mamar.
Em 1763, a escravizada foi tida pela Igreja Católica como herege e falsa santa, o que a levou ser presa nos Cárceres do Santo Ofício da Inquisição de Lisboa, onde não desmentiu suas visões e experiências sobrenaturais.

## Morte

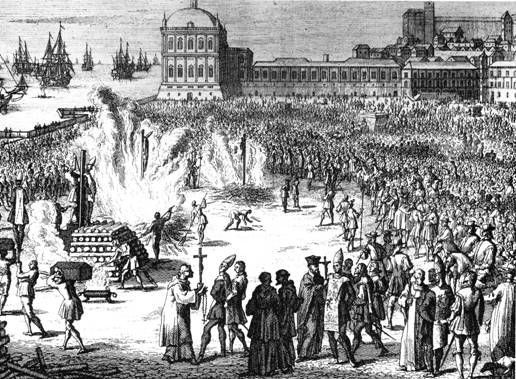
Inquisição portuguesa

Rosa Egipcíaca possivelmente morreu de causas naturais no dia 12 de outubro de 1771, ainda sob cárcere do Santo Ofício da Inquisição de Lisboa.
“Por essas e por outras, ela caiu em desgraça junto às autoridades religiosas, sendo considerada herege e falsa santa. Foi denunciada pelo Bispo do Rio de Janeiro ao Tribunal da Inquisição de Lisboa em 1762, sendo presa e enviada com o padre para Lisboa, onde permaneceu na prisão do Santo Ofício até o ano seguinte. O processo foi encerrado em 1765, não sendo identificada a pena aplicada.” 
Conforme o estudo Biografias de Mulheres Africanas da UFRGS, não se pode precisar como ela morreu, pois não há ou não foram encontrados documentos das penalizações sofridas em Portugal. Ela desaparece dos documentos oficiais, provavelmente morrendo entre 1765 e 1771.

## Relevância acadêmica
Além de livros, a vida de Rosa Egipcíaca motivou a produção de artigos em revistas acadêmicas, especialmente a partir da pesquisa de Luiz Mott na Torre do Tombo, em Lisboa, cujo levantamento a torna a personagem negra do século XVIII de maior volume documental disponível.Assim, de acordo com o antropólogo, Rosa Egipcíaca "é certamente a mulher negra africana do século XVIII, tanto em África como na diáspora afro-americana e no Brasil, sobre quem se dispõe mais detalhes documentais sobre sua vida, sonhos, escritos e paixão".
A pesquisadora Rosely Santos Guimarães analisa que Rosa Egipcíaca "aprendeu a ler e a escrever na língua do dominador e teve a coragem de se colocar como o sujeito de um discurso que busca mudanças na cultura vigente".
O historiador John Russell-Wood avalia que "Rosa Egipcíaca abre uma janela para a história das mentalidades de uma sociedade escravocrata e também dá identidade e individualidade a uma mulher africana, escravizada e depois livre, no mar de anonimidade conferido aos escravizados e aos indivíduos de ascendência africana livres no Brasil".
Rosa Egipciaca serve de objeto de estudo histórico decolonial, sendo ela uma mulher, negra, escravizada em um tempo onde o patriarcado religioso exercia seu domínio, poder e controle. Rosa foi uma mulher que viveu sua religiosidade própria, tornou-se influente, desenvolveu trabalhos sociais nas ruas do Rio de Janeiro com prostitutas e mulheres abandonadas, promoveu curandeirismos e benzimentos, escreveu sobre suas experiências religiosas, foi entregue ao Tribunal do Santo Oficio onde não negou seu legado e "desapareceu da história oficial", sendo uma figura relevante do Brasil Colônia. Segundo diferentes autores, a experiência de Rosa é a de resistência e a busca pela liberdade através do sincretismo religioso.
O Mitólogo estadunidense Joseph Campbell sugere uma religiosidade exótica ou estranha:  "mito é a religião do outro" é em suma o "pensamento do outro", com o objetivo de explicar como se vê as manifestações culturais, religiosas e comportamentais de um outro povo.  Nesse caso, de uma outra pessoa. Rosa Egipciaca, a seu modo, talvez tenha criado dentro de suas possibilidades uma maneira de manifestação espiritual de sua interpretação do mundo. Em um momento foi acolhida pelos religiosas Católicos, pelos Franciscanos, mas depois passou a ser vigiada pelo controle rígido social exercido a época. O que a levou a ser entregue a Inquisição pelo padre que fora seu companheiro de atividades espirituais e até mesmo paranormais.

## Cultura popular
A história de Rosa Egipcíaca foi enredo da escola de samba Unidos do Viradouro no Carnaval do Rio de Janeiro em 2023.

Refrão do samba enredo:
"Eis a flor do seu altar
Sua fé em cada gesto
O amor em cada olhar dos filhos meus
No cantar da Viradouro
O meu samba é manifesto
Sou Rosa Maria, imagem de Deus."